# Song Qi
Song Qi (chinois simplifié : 宋祁 ; chinois traditionnel : 宋祁 ; pinyin : Sòng Qí), né en 998 et mort en 1061, est un homme d'État, historien, essayiste et poète chinois de la dynastie Song.

## Conseiller impérial
Song était grand conseiller à la cour impériale chinoise. Cette fonction l'a amené à devenir analyste militaire :
"La raison pour laquelle nos ennemis du nord et de l'ouest sont capables de résister à la Chine est précisément parce qu'ils ont beaucoup de chevaux et que leurs hommes sont habiles à monter à cheval ; c'est leur force. La Chine a peu de chevaux, et ses hommes ne sont pas habitués à monter ; c'est la faiblesse de la Chine. . . . La cour essaie constamment, avec notre faiblesse, de s'opposer à la force de nos ennemis, afin que nous perdions chaque bataille. . . . Ceux qui proposent des remèdes à cette situation souhaitent simplement augmenter nos forces armées afin d'écraser l'ennemi. Ils ne se rendent pas compte que, sans chevaux, nous ne pourrons jamais créer une force militaire efficace." 
Alors que la Chine avait beaucoup d'hommes dans la cavalerie chinoise, très peu d'entre eux avaient réellement des chevaux à monter ; et s'ils avaient réellement un cheval, ils montaient mal. À l'opposé, les forces militaires issues de l'Asie intérieure avaient de nombreux chevaux et les hommes avaient d'excellentes compétences en équitation.

## Historien
En tant qu'historien et écrivain, Song est surtout connu pour son travail en tant que co-auteur de Nouveau Livre des Tang (新唐書), ouvrage réalisé en collaboration avec Ouyang Xiu, et officiellement présenté à l'empereur Song Renzong en 1060.